# Tim Flowers
Timothy David "Tim" Flowers (ur. 3 lutego 1967 w Kenilworth) – były angielski piłkarz występujący na pozycji bramkarza.

## Kariera
Swoją karierę zaczynał w Wolverhampton Wanderers. Występował jeszcze także w Southampton FC, Swindon Town, Blackburn Rovers, Leicester City, Stockport County, i Coventry City. W sumie rozegrał około 500 spotkań ligowych.
Gdy w 1993 roku przeszedł z Southampton FC do Blackburn Rovers F.C. za 2,4 miliony funtów stał się wtedy najdroższym bramkarzem w Anglii.
W sezonie 1994/1995 miał dużą zasługę w wygraniu Premier League przez Rovers.
Flowers zaliczył 11 występów w reprezentacji Anglii. Był powołany na Mistrzostwa Europy w Piłce Nożnej 1996 i Mistrzostwa Świata w Piłce Nożnej 1998.
Po zakończeniu kariery trenował bramkarzy Manchesteru City. Od 19 lutego 2007 do roku 2008 był asystentem trenera w Coventry City. Następnie przez krótki czas pełnił tę samą funkcję w drużynie Queens Park Rangers.